# Hasebe Ayato
Ayato Hasebe (sinh ngày 6 tháng 2 năm 1990) là một cầu thủ bóng đá người Nhật Bản.

## Sự nghiệp câu lạc bộ
Ayato Hasebe đã từng chơi cho Albirex Niigata, Japan Soccer College, Zweigen Kanazawa và FC Ganju Iwate.